# Геерен, Арнольд Герман Людвиг
Арнольд Герман Людвиг Геерен (нем. Arnold Hermann Ludwig Heeren; 25 октября 1760, Арберген — 6 марта 1842, Гёттинген) — немецкий историк, профессор Гёттингенского университета, почётный член Российской академии наук (1826).
Первый и долгое время единственный, написавший целиком историю древности, - согласно Й. Визехёферу.

## Биография
Арнольд Герман Людвиг Геерен родился 25 октября 1760 года в Арбегене неподалёку от Бремена.
Изучал философию, теологию и историю в университете Геттингена, а затем отправился во Францию, Италию и Нидерланды. После возвращения работал профессором философии и истории в Гёттингенском университете.
Согласно Энциклопедическому словарю Брокгауза и Ефрона: 

Он первый выяснил, насколько важно изучение торговых сношений древних народов для понимания их государственного строя и гражданского быта. Его „Ideen über Politik, den Verkehr u. den Handel d. vornehmsten Völker der alten Welt“ (Геттинген, 1824—26) занимают благодаря этому выдающееся место в немецкой историографии.— Энциклопедический словарь Брокгауза и Ефрона
Вместе с Ф. А. Укертом предпринял обширное издание по истории отдельных европейских государств озаглавленное: «Geschichte der europäischen Staaten». Эта работа весьма способствовала распространению исторического интереса и в Германии, и в Европе. Позднее дело учёных продолжил Вильгельм фон Гизебрехт.
В 1822 году избран иностранным членом Шведской королевской академии наук.
Полное собрание сочинений учёного вышло в Геттингене в 1821—1826 годах.
Арнольд Герман Людвиг Геерен скончался 6 марта 1842 года в городе Гёттингене.

## Избранная библиография
- «Geschichte des Studiums der klassischen Litteratur seit dem Wiederaufleben der Wissenschaften» (Геттинген, 1822);
- «Geschichte der Staaten des Alterthums» (там же, 1823);
- «Geschichte des europäischen Staatensystems»;
- «Versuch einer Entwickelung der Folgen der Kreuzzüge»;
- «Untersuchungen über die Quellen der vorzüglichsten alten Historiker und Geographen»;
- «Geschichte der europäischen Staaten».